# Възходът на семейство Ругон (роман)
„Възходът на семейство Ругон“ (на френски: La Fortune des Rougon) е роман на Емил Зола, първоначално публикуван през 1871 г. Той е първият роман на писателя от монументалната двадесеттомна поредица „Ругон-Макарови“. Романът отчасти е истинска история, с голям брой герои, много от които се превръщат в централни фигури в по-късните романи от поредицата; и отчасти равносметка на преврата от декември 1851 г., с който се дава началото на френската Втора империя при Наполеон III, от гледната точка на голям провинциален град в южна Франция. Заглавието се отнася не само за „щастието“ (на френски: fortune) на героите Пиер и Фелисите Ругон, но също така и за съдбата на различните членове на семейството, които Зола въвежда, и чиято история е от основно значение за по-късните книги в поредицата.